# Heather Langenkamp
Heather Langenkamp (Tulsa, 17 juli 1964) is een Amerikaans actrice.

## Biografie
Langenkamp begon te acteren in haar latere tienerjaren. Toen de film The Outsiders (1983) werd gefilmd in haar woonplaats Tulsa, bemachtigde ze al snel een figurantenrol. Terwijl ze studeerde op de Stanford University, werd haar niet veel later al meteen een hoofdrol aangeboden in A Nightmare on Elm Street door regisseur Wes Craven. De film werd uitgebracht in 1984 en is tegenwoordig een klassieker.
De actrice was niet in deel twee te zien, maar kreeg opnieuw een hoofdrol in het derde deel: A Nightmare on Elm Street 3: Dream Warriors (1987). Ook speelde ze zichzelf in het zevende deel: Wes Craven's New Nightmare (1994), wederom geregisseerd door Wes Craven.
Tegenwoordig is ze nog zo nu en dan op de televisie te zien, maar heeft een andere baan. Ze is twee keer getrouwd geweest en heeft twee kinderen met haar tweede man.

## Filmografie
- 1983: The Outsiders
- 1983: Rumble Fish
- 1984: Nickel Mountain
- 1984: A Nightmare on Elm Street
- 1984: Passions
- 1985: Suburban Beat
- 1986: Have You Tried Talking to Patty?
- 1986: Can a Guy Say No?
- 1986: Heart of the City
- 1987: A Nightmare on Elm Street 3: Dream Warriors
- 1989: Shocker
- 1988-1990: Just the Ten of Us
- 1988, 1990: Growing Pains
- 1994: Tonya & Nancy: The Inside Story
- 1994: Wes Craven's New Nightmare
- 1995: The Demolitionist
- 1999: Fugitive Mind
- 2007: The Bet
- 2012: The Butterfly Room
- 2018: Hellraiser: Judgment
- 2024: The Life of Chuck